# Habach
Habach là một đô thị ở huyện Weilheim-Schongau, bang Bayern, Đức.